# Brajînți, Polonne
Brajînți (în ucraineană Бражинці) este localitatea de reședință a comunei Brajînți din raionul Polonne, regiunea Hmelnîțkîi, Ucraina.

## Demografie
Componența lingvistică a localității Brajînți
     Ucraineană (99,46%)
     Alte limbi (0,54%)
Conform recensământului din 2001, majoritatea populației localității Brajînți era vorbitoare de ucraineană (99,46%), existând în minoritate și vorbitori de alte limbi.